# Delacău, Stînga Nistrului
Delacău este satul de reședință al comunei cu același nume din raionul Grigoriopol, Unitățile Administrativ-Teritoriale din Stînga Nistrului (Transnistria), Republica Moldova. A fost atestat documentar pentru prima oară în 1773.
Conform recensământului din anul 2004, populația localității era de 1.294 locuitori, dintre care 1.179 (91.11%) moldoveni (români), 39 (3.01%) ucraineni si 61 (4.71%) ruși.